# Liebe am Fjord
Liebe am Fjord ist eine Fernsehfilm-Reihe der ARD, die von April 2010 bis November 2017 freitags zur Hauptsendezeit ausgestrahlt wurde. Insgesamt liefen zehn Melodramen am Freitagabend im Ersten.

## Produktionshintergrund
Mitte Mai 2009 begannen die Dreharbeiten für den Pilotfilm Der Gesang des Windes und die zweite Episode Sommersturm, die den Beginn einer Fernsehfilmreihe um Liebes- und Familiendramen an unterschiedlichen Schauplätzen in Norwegen, wie etwa bei Farsund oder im Hafendorf Sogndalstrand, bildeten. In den Jahren 2011 und 2013 wurden je zwei neue Filme im Fernsehen ausgestrahlt, in den darauffolgenden Jahren wurde je ein Melodram pro Jahr gezeigt. Das Alter der Erde, der letzte und zehnte Film der Freitagsfilmreihe, wurde am 19. Oktober 2016 im SRF 1 noch vor der deutschen Erstausstrahlung am 21. November 2017 im Ersten gezeigt. In den Filmen wurden neben bekannten deutschsprachigen Schauspielern auch norwegische Darsteller besetzt.

## Episodenliste
| Nr. | Originaltitel         | Erstausstrahlung D                                     | Regie                 | Drehbuch       |
| --- | --------------------- | ------------------------------------------------------ | --------------------- | -------------- |
| 1 | Der Gesang des Windes | 9. Apr. 2010                                           | Matthias Tiefenbacher | Maria Solrun   |
| Darsteller: Jutta Speidel, Jan-Gregor Kremp, Karoline Teska, Hans-Jochen Wagner                                                      |                       |                                                        |                       |                |
| 2 | Sommersturm           | 16. Apr. 2010                                          | Matthias Tiefenbacher | Maria Solrun   |
| Darsteller: Susanna Simon, Harald Schrott, Martin Feifel, Henny Reents, Barbara Philipp                                              |                       |                                                        |                       |                |
| 3 | Das Ende der Eiszeit  | 25. März 2011                                          | Jörg Grünler          | Martin Rauhaus |
| Darsteller: Senta Berger, Sandra Borgmann, Thure Lindhardt, Philipp Langenegger                                                      |                       |                                                        |                       |                |
| 4 | Das Meer der Frauen   | 1. Apr. 2011                                           | Jörg Grünler          | Maria Solrun   |
| Darsteller: Floriane Daniel, Muriel Baumeister, Felix Vörtler, Henriette Confurius, Nicki von Tempelhoff                             |                       |                                                        |                       |                |
| 5 | Abschied von Hannah   | 19. Okt. 2012                                          | Jörg Grünler          | Martin Rauhaus |
| Darsteller: Matthias Habich, Rainer Sellien, Catherine Bode, Kai Scheve, Petra Kelling                                               |                       |                                                        |                       |                |
| 6 | Zwei Sommer           | 25. Okt. 2013                                          | Matthias Tiefenbacher | Astrid Ströher |
| Darsteller: Hannelore Elsner, Hildegard Schmahl, Christian Brückner, Lucie Heinze, Michael Hanemann                                  |                       |                                                        |                       |                |
| 7 | Sog der Gezeiten      | 1. Nov. 2013                                           | Jörg Grünler          | Maria Solrun   |
| Darsteller: Esther Schweins, Stephanie Japp, Hendrik Duryn, Markus Knüfken, Teresa Harder, Peter Prager                              |                       |                                                        |                       |                |
| 8 | Die Frau am Strand    | 25. April 2014                                         | Matthias Tiefenbacher | Martin Rauhaus |
| Darsteller: Katja Flint, Marie-Lou Sellem, Michelle Barthel, August Zirner, Robert Löhr, Rainer Strecker                             |                       |                                                        |                       |                |
| 9 | Unterm Eis            | 6. Feb. 2015                                           | Jörg Grünler          | Silke Zertz    |
| Darsteller: David Rott, Henry Hübchen, Renate Krößner, Lucas Prisor, Julia Hartmann, Annika Blendl, Theresa Hübchen, Bernd Stegemann |                       |                                                        |                       |                |
| 10 | Das Alter der Erde    | 19. Oktober 2016 (SRF 1) 21. November 2017 (Das Erste) | Jörg Grünler          | Silke Zertz    |
| Darsteller: Ann-Kathrin Kramer, Klaus J. Behrendt, Felix Vörtler, Tilo Prückner                                                      |                       |                                                        |                       |                |

## DVD-Veröffentlichungen
- 2011: Liebe am Fjord Vol. 1: Der Gesang des Windes / Sommersturm; erschienen bei Edel Germany GmbH
- 2012: Liebe am Fjord Vol. 2: Das Ende der Eiszeit / Das Meer der Frauen; erschienen bei Edel Germany GmbH